# The Frozen Tears of Angels
《The Frozen Tears Of Angels》는 이탈리아의 심포닉 파워 메탈 밴드인 랩소디 오브 파이어의 8번째 정식 앨범이다. 이 앨범은 2010년 4월 30일 뉴클리어 블라스트에서 발매되었다. 이 컨셉 앨범은 "Symphony of Enchanted Lands II: The Dark Secret"에서 시작된 "The Dark Secret Saga"의 세 번째 장이다. 

## 곡 목록
1. Dark Frozen World
2. Sea of Fate
3. Crystal Moonlight
4. Reign of Terror
5. Danza di Fuoco e Ghiaccio
6. Raging Starfire
7. Lost in Cold Dreams
8. On the Way to Ainor
9. The Frozen Tears of Angels
10. Labyrinth of Madness
11. Sea of Fate (orchestral version)
12. Immortal New Reign

(10, 11번 트랙은 보너스 트랙, 12번 트랙은 일본판 보너스 트랙)

## Credits
- 파비오 리오네 – 보컬
- 루카 트릴리 – 기타
- 알렉스 스타로폴리 – 키보드
- 패트리스 기어스 – 베이스
- 알렉스 홀즈와스 – 드럼
- 크리스토퍼 리 - 앨범 내레이터